# Hans Gebhart
Hans Gebhart (* 20. April 1900 in München; † 13. Juli 1960 ebenda) war ein deutscher Numismatiker.

## Leben
Er studierte Geschichte an der Universität München und wurde dort 1923 promoviert. Seit 1923 arbeitete er an der Staatlichen Münzsammlung in München, zunächst als Praktikant und wissenschaftlicher Mitarbeiter von Heinrich Buchenau. 1928 wurde er Assistent und 1931 Sachbearbeiter für das Gebiet Mittelalter an der Münzsammlung, von 1949 bis zu seinem Tod war er Direktor und sorgte für deren Wiederherstellung nach dem Krieg. 1944 ernannte ihn die Universität München zum außerplanmäßigen Professor für Numismatik. Er war mit Konrad Kraft Anreger und Herausgeber des ab 1960 erschienenen Sammelwerks Die Fundmünzen der römischen Zeit in Deutschland.
Im November 1959 erlitt er einen Schlaganfall und starb nach sieben Monaten im Alter von 60 Jahren am 13. Juli 1960.

## Veröffentlichungen (Auswahl)
- Die Münzen und Medaillen der Stadt Donauwörth . A. Riechmann & Co., Abt. Verlag, Halle 1924 (Dissertation)
- Gemmen und Kameen (= Bibliothek für Kunst- und Antiquitätensammler Bd. 27). R. C. Schmidt & Co., Berlin 1925.
- Numismatik und Geldgeschichte (= Studienführer, Gruppe 1: Kulturwissenschaft Band 2). Winter, Heidelberg 1949.